# Mercedes-Benz Classic Center

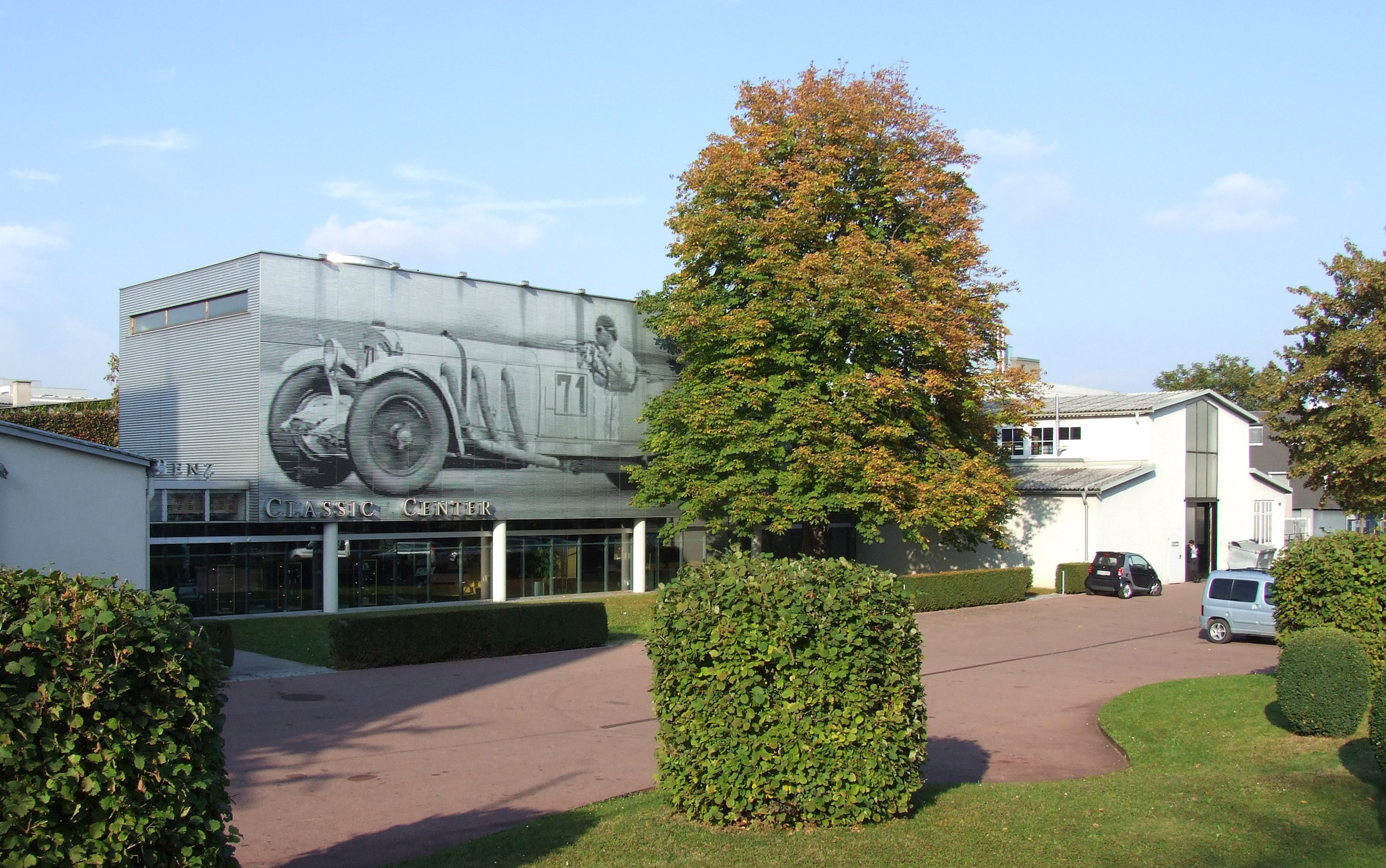
Mercedes-Benz Classic Center in Fellbach

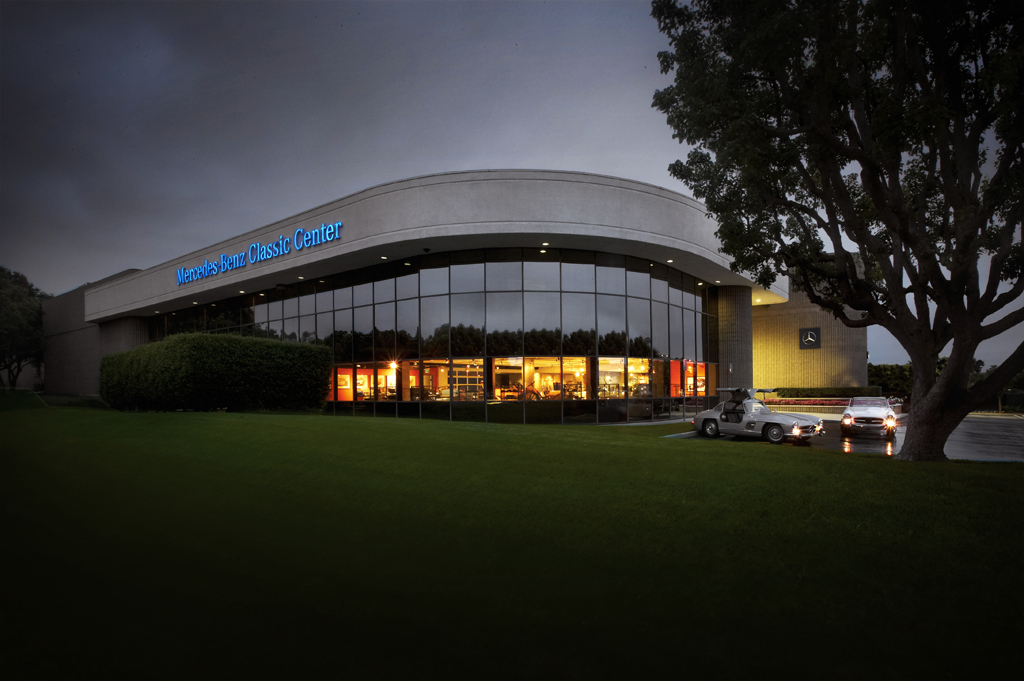
Mercedes-Benz Classic Center in Irvine, USA

Das Mercedes-Benz Classic Center ist die offizielle Mercedes-Benz-Abteilung für Oldtimer. Es wurde am 18. Mai 1993 in Fellbach eröffnet. Ein zweiter Standort wurde im Juni 2006 in Irvine in Kalifornien eröffnet. Das Classic Center bietet Originalteile, Reparaturen, Restaurierungen und Informationen für historische Mercedes-Benz-Fahrzeuge an, die mindestens 15 Jahre aus der Produktion sind. Das Mercedes-Benz Center in Fellbach ist auch für die Oldtimer-Fahrzeuge der Mercedes-Benz Welt in Bad Cannstatt nahe Stuttgart zuständig.